# 12 сентября
12 сентября — 255-й день года (256-й в високосные годы) по григорианскому календарю.
До конца года остаётся 110 дней.
До 15 октября 1582 года — 12 сентября по юлианскому календарю, с 15 октября 1582 года — 12 сентября по григорианскому календарю.
В XX и XXI веках соответствует 30 августа по юлианскому календарю.

## Праздники и памятные дни
См. также: Категория:Праздники 12 сентября

### Международные
- День сотрудничества Юг-Юг Организации Объединённых Наций.

### Национальные
- Мексика — День памяти повешенных солдат батальона Святого Патрика.
- Туркменистан — День Рухнама[2].
- Эфиопия — День национального восстания 1974 года, смещение с трона императора Хайле Селассие I.

### Региональные
- Россия ( Ульяновская область) — День семейного общения (в народе — День зачатия)[3].

### Профессиональные
- Иран — День кино Ирана.
- Россия — День программиста в високосные годы.

### Религиозные
Православие
- Память святителей Александра (340), Иоанна Постника (595) и Павла Нового (784), патриархов Константинопольских;
- память священномучеников Феликса и Киприана (482);
- память преподобного Александра Свирского, игумена (1533);
- обретение мощей благоверного князя Даниила Московского (1652);
- перенесение мощей благоверного великого князя Александра Невского, в схиме Алексия (1724);
- память преподобного Христофора Римлянина (VI в.)[6];
- память преподобного Фантина чудотворца, в Солуни (IX—X в.)[7];
- память святителей Сербских: Саввы I (1237), Арсения I (1266), Саввы II (1269), Евстафия I (ок. 1285), Иакова (1292), Никодима (1325), Даниила II, архиепископов, Иоанникия II (1354), Ефрема II (после 1395), Спиридона (1388), Макария (1574), Гавриила I (Райича) (1659), патриархов, и Григория, епископа;
- память священномученика Петра Решетникова, пресвитера (1918);
- память преподобномученика Аполлинария (Мосалитинова), иеромонаха (1918);
- память священномученика Павла Малиновского, пресвитера, преподобномученицы Елисаветы (Ярыгиной), монахини и мученика Феодора Иванова (1937);
- память преподобномученика Игнатия (Лебедева), схиархимандрита (1938);
- память священноисповедника Петра Чельцова, пресвитера (1972);
- память святителя Варлаама, митрополита Молдавского (1657)[8].

## События
См. также: Категория:События 12 сентября

### До XVII века
- 490 до н. э. — греческий воин Фидиппид пробежал от города Марафон до Афин, принёс весть о победе греков над персами — «Ликуйте! Мы победили» и умер. Когда в 1896 году в Афинах проходили первые современные Олимпийские игры, в его честь был устроен забег между Марафоном и Афинами. С тех пор марафон стал классической дистанцией, и соревнования по марафонскому бегу стали одним из самых популярных видов лёгкой атлетики.
- 1185 — убийство толпой Андроника I Комнина. Династия Комнинов перестала править Византией.
- 1213 — битва при Мюре между войсками французских крестоносцев и армией альбигойцев.
- 1485 — Тверские бояре присягают на верность великому князю Ивану III. Тверское княжество входит в состав Московского государства.
- 1504 — Христофор Колумб в ходе четвёртого, последнего, плавания отправился из Америки в Испанию.

### XVII век
- 1624 — Первая субмарина прошла испытания в Лондоне.
- 1643 — Впервые в контракте Блистательного театра упомянуто имя актёра Жана-Батиста Поклена (будущего драматурга Мольера).
- 1683 — османы разбиты у стен Вены.
- 1695 — евреи Нью-Йорка (США) обратились к губернатору с просьбой введения свободы вероисповеданий.
- 1698 — в Российском царстве основан город Таганрог.
- 1699 — Впервые русское судно под трёхцветным флагом прибыло за границу (в Константинополь).

### XVIII век
- 1715 — Пётр I издал указ, запрещавший жителям столицы подбивать сапоги и башмаки скобами и гвоздями. Это было сделано с целью сбережения деревянного покрытия санкт-петербургских улиц. В указе говорилось: «А ежели у кого с таким подбоем явятся сапоги или башмаки, и те жестоко будут штрафованы, а купеческие люди, которые такие скобы и гвозди держать будут, сосланы будут на каторгу; а имение их взято будет».
- 1740 — После нескольких лет переписки встретились Вольтер и Фридрих Великий.
- 1789 — Французский революционер Жан Поль Марат выпустил первый номер газеты «Друг народа».
- 1793 — Разгром французов в сражении при Авен-ле-Сек в ходе Фландрийской кампании[англ.] Войны первой коалиции.
- 1799 — Шейх Дербента Али-хан принят в русское подданство.

### XIX век
- 1817 — В присутствии императора Александра I в Митаве (ныне Елгава) торжественно объявлено об освобождении крестьян в Курляндии. Это постановление было утверждено государем 25 августа (6 сентября).
- 1850 — в ходе Датско-прусской войны произошла Битва при Миссунде[9].
- 1858 — В Новой Шотландии (Канада) открыто золото.
- 1890 — Англичанами основан город Солсбери (ныне Хараре, столица Зимбабве).
- 1898 — Открыт Киевский политехнический институт.

### XX век
- 1905 — российский профессор В. Г. Цеге-фон-Мантейфель впервые провёл успешную операцию по извлечению пули из сердца[10].
- 1918 — Симбирск отбит Красной Армией у каппелевцев.
- 1923 — в Женеве подписана конвенция о пресечении обращения порноизданий и торговли ими.
- 1933 — Лео Силард предложил идею цепной ядерной реакции.
- 1934 — Латвия, Литва и Эстония образовали политический союз. Подписанный в Женеве договор вошёл в историю под именем Балтийской Антанты.
- 1940 — Найдены наскальные рисунки в пещере Ласко, Франция.
- 1942 — потопление британского лайнера «Лакония» и гибель в результате американской бомбардировки более 1,3 тыс. итальянцев, уже спасённых подводниками, что обусловило издание приказа «Тритон Нуль».
- 1943 — Отто Скорцени освободил из заключения Бенито Муссолини.
- 1954 — В Краснодоне установлен памятник молодогвардейцам.
- 1958
  - Испытана первая интегральная схема, созданная инженером фирмы «Texas Instruments» Джеком Килби. Независимо от него в то же время этой проблемой занимался Роберт Нойс, который первым сумел создать промышленный образец. Ему же достались слава и деньги.
  - В Виннипеге создана Лютеранская Церковь Канады.
- 1959 — с космодрома Байконур осуществлён запуск советской межпланетной станции «Луна-2». Она станет первым в истории космическим аппаратом, достигшим поверхности Луны.
- 1963 — Первое место в британском хит-параде заняли «Битлз» с песней «She Loves You». Через месяц она опустилась ниже, но в ноябре ещё на две недели поднялась на самый верх.
- 1974
  - Низложен император Эфиопии Хайле Селассие I.
  - торжественное открытие Академии МВД СССР[11].
- 1985 — Луцк награждён орденом Трудового Красного Знамени.
- 1989 — В Москве первую демонстрацию провело общество «Память».
- 1990 — Подписание договора об объединении Германии. Договор об окончательном урегулировании в отношении Германии был подписан министрами иностранных дел СССР, США, Великобритании, Франции, ГДР и ФРГ. Договор прекратил действие прав и ответственности четырёх стран в отношении Берлина и Германии и связанных с ними соглашений.
- 1994 — В Атланте Марк Андриссен представил новый веб-браузер «Mosaic Netscape», который был выпущен в октябре.
- 2000 — Певица Земфира во время выступления на якутском стадионе «Туймаада» призвала зрителей спуститься к сцене. Одни прыгали прямо с рядов (высота не менее 6 м), другие продирались сквозь милицейские кордоны. В давке серьёзные травмы получили 19 человек.

### XXI век
- 2002 — Президент США Джордж Буш объявил о намерении Соединённых Штатов снова стать членом ЮНЕСКО, из состава которой они вышли 18 лет назад.
- 2005 — Красно-зелёная коалиция, возглавляемая Йенсом Столтенбергом, победила на выборах в парламент Норвегии, заняв 87 из 169 мест.
- 2006 — В рамках Confessions Tour Мадонна впервые в истории посетила Россию, выступив в Москве на стадионе Лужники.
- 2007
  - Президент Филиппин Джозеф Эстрада был приговорён к пожизненному заключению за разграбление страны.
  - Михаил Фрадков, девятый премьер-министр России, подал в отставку.
- 2008 — В Харькове состоялся первый и на тот момент единственный концерт группы Queen на Украине. Этим бесплатным концертом группа начала свой Европейский тур в поддержку акции борьбы со СПИДом.
- 2022 — 19-летний испанский теннисист Карлос Алькарас стал самой юной первой ракеткой мира.

## Родились
См. также: Категория:Родившиеся 12 сентября

### До XIX века
- 1415 — Джон Моубрей, 3-й герцог Норфолк (ум. 1461), английский аристократ, военачальник.
- 1494 — Франциск I (ум. 1547), французский король из Ангулемской ветви династии Валуа (1515—1547).
- 1570 — Генри Хадсон (пропал в 1611), английский мореплаватель, исследователь Канады и Северо-Востока США.
- 1729 — Иван Голенищев-Кутузов (ум. 1802), российский адмирал, поэт, президент Адмиралтейств-коллегии (1797—1798).
- 1751 — Алексей Корсаков (ум. 1821), российский сенатор, генерал от инфантерии, президент Берг-коллегии (1802—1806).
- 1759— Дмитрий Дохтуров (ум. 1816), русский военачальник, генерал армии.
- 1777 — Анри-Мари Дюкроте-де-Бленвиль (ум. 1850), французский зоолог и анатом, автор термина палеонтология.

### XIX век
- 1818
  - Ричард Джордан Гатлинг (ум. 1903), американский изобретатель, врач, обладатель более полусотни патентов.
  - Теодор Куллак (ум. 1882), немецкий пианист, композитор, музыкальный педагог и издатель польского происхождения.
- 1828 — Матвей Лалаев (ум. 1912), генерал от артиллерии русской армии, военный педагог, историк и публицист.
- 1829 — Ансельм фон Фейербах (ум. 1880), немецкий исторический живописец.
- 1837 — Людвиг IV Гессенский (ум. 1892), великий герцог Гессенский и Прирейнский (1877—1892), отец последней российской императрицы Александры Фёдоровны.
- 1838 — Артур Ауверс (ум. 1915), немецкий астроном, составитель нового каталога звёзд.
- 1846 — Дмитрий Кайгородов (ум. 1924), русский лесовод, естествоиспытатель, «отец» русской фенологии.
- 1856 — Чернышёв Феодосий Николаевич (ум. 1914), русский геолог и палеонтолог.
- 1857 — Георг Хендрик Брейтнер (ум. 1923), голландский художник и фотограф, крупный представитель амстердамского импрессионизма.
- 1858 — Фернан Кнопф (ум. 1921), бельгийский художник, график, скульптор и искусствовед, главный представитель бельгийского символизма.
- 1866 — Фримен Фримен-Томас, 1-й маркиз Уиллингдон (ум. 1941), британский государственный деятель, генерал-губернатор Канады (1926—1931), вице-король Индии (1931—1936).
- 1875 — Мацуносукэ Оноэ (ум. 1926), японский актёр театра и кино.
- 1884 — Мартин Клейн (ум. 1947), эстонский борец, серебряный призёр Олимпийских игр 1912 года в составе сборной Российской империи.
- 1888 — Морис Шевалье (ум. 1972), французский шансонье и актёр («Канкан» и др.), лауреат премии «Оскар» и др. наград.
- 1889 — Уго Паскуале Мифсуд (ум. 1942), мальтийский государственный деятель, премьер-министр Мальты.
- 1893 — Фредерик Уильям Френц (ум. 1992), американский проповедник, 4-й президент Общества Сторожевой башни (с 1978).
- 1897 — Ирен Жолио-Кюри (ум. 1956), французская женщина-физик, лауреат Нобелевской премии по химии (1935).
- 1900 — Хаскелл Карри (ум. 1982), американский математик и логик.

### XX век
- 1903 — Александр Ржешевский (ум. 1967), советский драматург, сценарист, киноактёр, каскадёр.
- 1904 — Гавриил Попов (ум. 1972), советский композитор, автор музыки к фильмам.
- 1906 — Сергей Марков (ум. 1979), русский советский поэт, прозаик, историк, географ, путешественник.
- 1912 — Фероз Ганди (ум. 1960), индийский публицист и политик, супруг Индиры Ганди.
- 1913 — Джесси Оуэнс (ум. 1980), американский легкоатлет (бег, прыжки в длину), 4-кратный олимпийский чемпион (1936).
- 1920 — Александр Курзенков (погиб в 1945), советский боевой лётчик, Герой Советского Союза.
- 1921 — Станислав Лем (ум. 2006), польский писатель-фантаст, сатирик, философ, публицист.
- 1924 — Амилкар Кабрал (убит 1973), политический деятель Португальской Гвинеи и Кабо-Верде, поэт, революционер.
- 1926 — Пол Янссен (ум. 2003), бельгийский учёный и бизнесмен, биохимик, химик-фармаколог, доктор медицины, первооткрыватель галоперидола.
- 1929 — Леонид Менакер (ум. 2012), советский и российский кинорежиссёр, сценарист (фильмы «Завещание профессора Доуэля», «Никколо Паганини» и др.).
- 1930 — Цви Грилихес (ум. 1999), американский экономист еврейского происхождения, родом из Литвы.
- 1931 — сэр Иэн Холм (ум. 2020), английский актёр, обладатель премии BAFTA и театральной премии «Тони».
- 1933 — Татьяна Доронина, актриса театра и кино, народная артистка СССР.
- 1934
  - Гленн Дэвис (ум. 2009), американский легкоатлет, трёхкратный олимпийский чемпион.
  - Владислав Иллич-Свитыч (погиб в 1966), советский лингвист, реконструктор ностратического праязыка.
- 1936 — Владимир Прокопович Газин, советский и украинский историк, доктор исторических наук, профессор, крупный специалист с истории Веймарской республики.
- 1938 — Татьяна Троянос (ум. 1993), американская оперная певица (меццо-сопрано), солистка «Метрополитен-опера».
- 1940 — Уэйн Макларен (ум. 1992), американский актёр, каскадёр, фотомодель («ковбой Marlboro»).
- 1943 — Светлана Коркошко, актриса театра и кино, народная артистка РСФСР.
- 1944
  - Леонард Пелтиер, активист движения американских индейцев.
  - Владимир Спиваков, скрипач, дирижёр, педагог, руководитель ансамбля «Виртуозы Москвы», народный артист СССР.
  - Барри Уайт (ум. 2003), американский певец в стиле ритм-энд-блюз.
- 1948 — Жан-Луи Шлессер, французский автогонщик и конструктор, двукратный победитель «Ралли Дакар»
- 1949 — Ирина Роднина, советская фигуристка, трёхкратная олимпийская чемпионка, 10-кратная чемпионка мира, российский общественный деятель.
- 1952
  - Сергей Караганов, российский политолог и экономист.
  - Зелимхан Яндарбиев (погиб в 2004), чеченский политический и духовный деятель.
- 1953 — Элла Памфилова, советский и российский политик, государственный деятель, с 2016 г. председатель ЦИК РФ.
- 1957
  - Аня Пенчева, болгарская актриса театра и кино.
  - Ханс Циммер, немецкий кинокомпозитор, лауреат премий «Оскар», «Золотой глобус».
- 1959
  - Скотт Браун, американский политик и дипломат.
  - Альгимантас Шална, литовский советский биатлонист, олимпийский чемпион (1984), двукратный чемпион мира.
- 1961
  - Милен Фармер, французская певица, композитор, автор песен, актриса.
  - Роза Хайруллина, советская и российская актриса.
- 1962 — Алтынбек Сарсенбаев (убит в 2006), казахстанский политический и государственный деятель.
- 1966 — Ануше Ансари, американская женщина-учёный иранского происхождения, первая космическая туристка.
- 1967 — Луи Си Кей, американский стендап-комик, актёр, сценарист, продюсер и режиссёр, обладатель премий «Эмми» и «Грэмми».
- 1969
  - Анхель Кабрера, аргентинский гольфист, победитель 2 «мейджоров».
  - Мика Мюллюля (ум. 2011), финский лыжник, олимпийский чемпион (1998), 4-кратный чемпион мира.
- 1971 — Юнес эль-Айнауи, марокканский теннисист, экс-14-я ракетка мира.
- 1972 — Андерс Эукланн, норвежский лыжник, олимпийский чемпион.
- 1973
  - Мартин Лапойнт, канадский хоккеист, двукратный обладатель Кубка Стэнли в составе «Детройт Ред Уингз»
  - Пол Уокер (погиб в 2013), американский киноактёр и модель.
  - Мартина Эртль-Ренц, немецкая горнолыжница, трёхкратный призёр Олимпийских игр, двукратная чемпионка мира.
- 1974 — Каролин Эгль (ум. 2007), лётчик-истребитель ВВС Франции.
- 1976 — Мацей Журавский, польский футболист.
- 1977 — Юлия Пахалина, российская прыгунья в воду, олимпийская чемпионка (2000), 3-кратная чемпионка мира.
- 1980 — Йозеф Вашичек (погиб в 2011), чешский хоккеист, чемпион мира (2005).
- 1980 — Яо Мин, китайский баскетболист, спортивный комментатор, президент Китайской баскетбольной ассоциации.
- 1982 — Макс Хофф, немецкий байдарочник, олимпийский чемпион (2016), многократный чемпион мира.
- 1983 — Алексей Гоман, российский певец, автор песен, актёр.
- 1984 — Петра Марклунд, шведская певица, автор песен, музыкальный продюсер, телеведущая.
- 1985 — Доменико Тедеско, немецко-итальянский футбольный тренер.
- 1986
  - Юто Нагатомо, японский футболист.
  - Эмми Россум, американская певица и актриса.
- 1991
  - Тома Мёнье, бельгийский футболист, призёр чемпионата мира (2018).
  - Майк Тоуэлл (погиб 2016), шотландский боксёр.
- 1992
  - Рагнхильд Мовинкель, норвежская горнолыжница, призёр Олимпийских игр и чемпионата мира.
  - Йоханнес Штрольц, австрийский горнолыжник, двукратный олимпийский чемпион (2022).
- 1994
  - Ким Нам Джун, южнокорейский рэпер, автор песен, продюсер, лидер музыкальной группы BTS.
  - Элина Свитолина, украинская теннисистка, бывшая третья ракетка мира, призёр Олимпийских игр (2020).
- 1995 — Стивен Гардинер, багамский спринтер, олимпийский чемпион (2020) и чемпион мира.
- 1996 — Джошуа Чептегеи, угандийский бегун на длинные дистанции, олимпийский чемпион (2020).

## Скончались
См. также: Категория:Умершие 12 сентября

### До XIX века
- 421 — Констанций III, император Западной Римской империи.
- 1213 — убит Педро II Арагонский (р. 1174 или 1176), король Арагона (1196—1213); убит в битве при Мюре.
- 1683 — Юрий Крижанич (р. 1618), хорватский философ, писатель и богослов, священник-миссионер.
- 1684 — Иоганн Розенмюллер (р. 1619 или 1615), немецкий музыкант и композитор.
- 1764 — Жан Филипп Рамо (р. 1683), французский композитор, клавесинист, органист.

### XIX век
- 1816 — Фёдор Иванов (р. 1777), русский драматург, поэт, переводчик.
- 1819 — Гебхард Леберехт фон Блюхер (р. 1742), прусский фельдмаршал, участник Наполеоновских войск.
- 1860 — Степан Жихарев (р. 1788), русский писатель и драматург-переводчик, автор дневников, сенатор.
- 1866 — Михаил Муравьёв-Виленский (р. 1796), государственный, общественный и военный деятель Российской империи.
- 1874 — Франсуа Пьер Гийом Гизо (р. 1787), французский историк, критик, политик и государственный деятель.
- 1877 — Юлиус Риц (р. 1812), немецкий дирижёр, композитор и музыкальный педагог.

### XX век
- 1913 — Иван Цветаев (р. 1847), русский искусствовед, историк, член-корреспондент Петербургской Академии наук, отец Марины Цветаевой.
- 1917 — Отто Вильгельм Тило (р. 1848), российский медик, анатом, ортопед и естествоиспытатель немецкого происхождения;[12].
- 1919 — Леонид Андреев (р. 1871), русский писатель.
- 1929 — Райнис (настоящее имя Янис Плиекшанс; р. 1865), латышский поэт, драматург и общественный деятель.
- 1934 — Екатерина Брешко-Брешковская (р. 1844), русская революционерка, первая женщина-политкаторжанка.
- 1939 — Фёдор Раскольников (р. 1892), советский военный и государственный деятель, дипломат-невозвращенец, автор «Открытого письма Сталину» с обвинением советского режима в массовых репрессиях.
- 1953 — Хуго Шмайссер (р. 1884), немецкий конструктор пехотного оружия.
- 1963 — Модест Альтшулер (р. 1873), виолончелист и дирижёр, основатель Русского симфонического оркестра в Нью-Йорке.
- 1967 — Владимир Бартол (р. 1903), словенский и югославский писатель, драматург, эссеист, публицист.
- 1968 — Владимир Маслов (р. 1891), советский геолог, литолог и палеонтолог.
- 1973 — Юрий Янкелевич (р. 1909), советский скрипач и педагог.
- 1977 — Роберт Лоуэлл (р. 1917), американский поэт, драматург, литературный критик.
- 1978 — Отто Хассе (р. 1903), немецкий актёр театра, кино и телевидения, театральный режиссёр.
- 1981 — Эудженио Монтале (р. 1896), итальянский поэт, прозаик, литературный критик, нобелевский лауреат (1975).
- 1986 — Жак-Анри Лартиг (р. 1894), французский фотограф и художник.
- 1992 — Энтони Перкинс (р. 1932), американский актёр, певец и кинорежиссёр.
- 1993 — Рэймонд Бёрр (р. 1917), канадско-американский актёр кино и телевидения.
- 1994 — Борис Егоров (р. 1937), первый в мире врач-космонавт («Восход-1», запуск 12.10.1964), Герой Советского Союза.
- 1995 — Джереми Бретт (наст. имя Питер Джереми Уильям Хаггинс; р. 1933), английский актёр театра, кино и телевидения.

### XXI век
- 2003 — Джонни Кэш (р. 1932), американский певец и композитор-песенник.
- 2005 — Александр (в миру Александр Васильевич Милеант; р. 1938), епископ РПЦЗ, христианский богослов.
- 2010 — Клод Шаброль (р. 1930), французский кинорежиссёр, сценарист.
- 2011 — погиб Александр Галимов (р. 1985), российский хоккеист.
- 2012 — Аркадий Драгомощенко (р. 1946), русский поэт, прозаик, эссеист, переводчик.
- 2013
  - Юрий Вэлла (наст. фамилия Айваседа; р. 1948), ненецкий и хантыйский поэт и писатель.
  - Рэй Долби (р. 1933), американский инженер, разработчик системы шумопонижения Dolby.
- 2020 — Виктор Колла (р. 1925), советский и российский учёный-фармаколог, химик.

## Приметы
- Свытник. Если завить ячменные стебли со льняными да овсяными, то будущий урожай будет удачным[13].